# Philippe Joseph Henri Lemaire

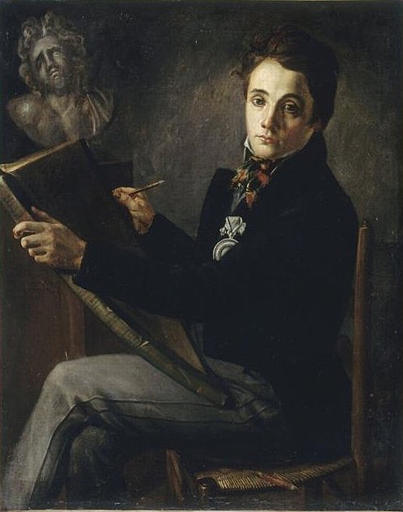
Porträt von Henri Lemaire bei Félix Auvray (1818)

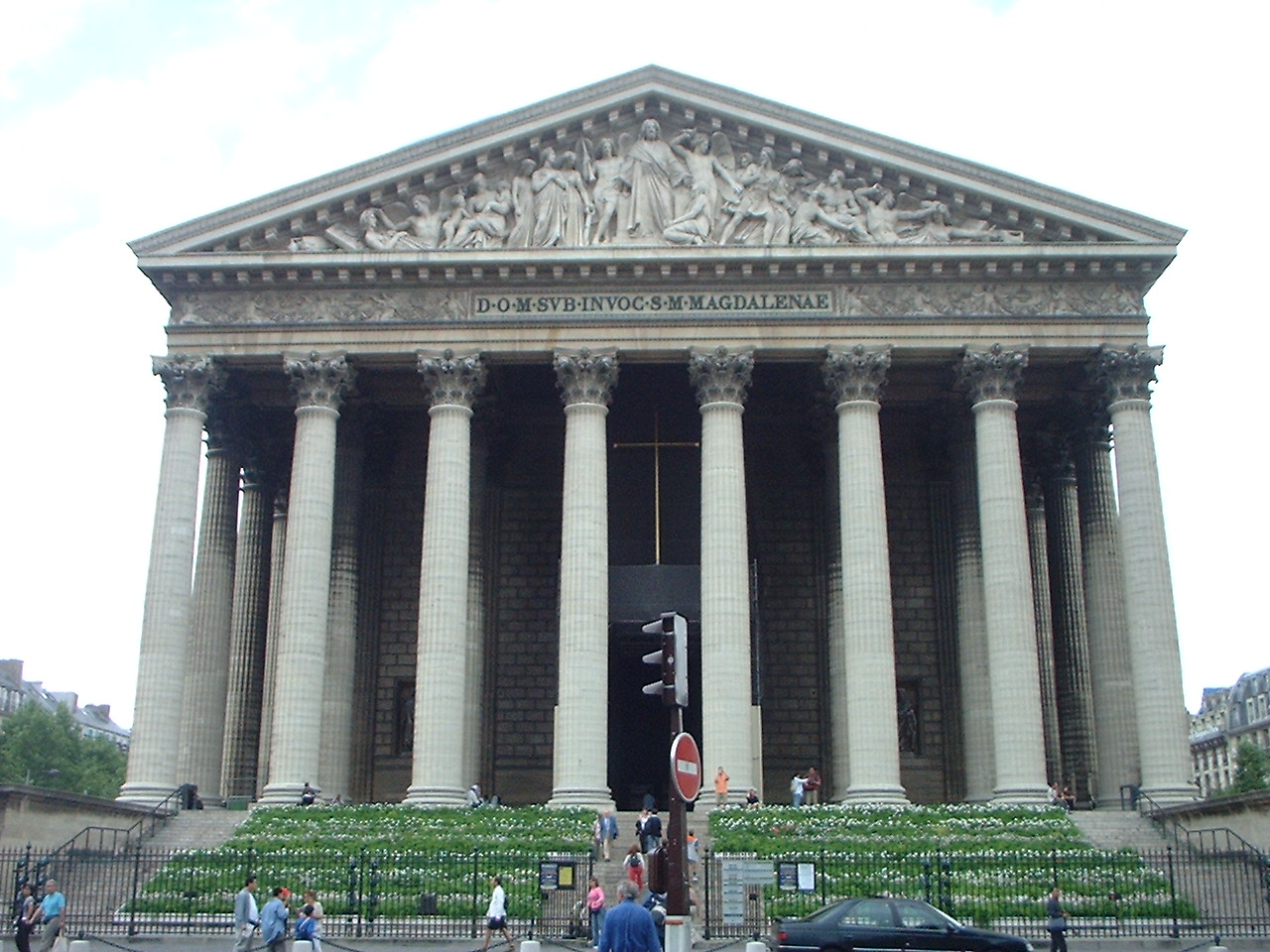
St. Madeleine

Philippe Joseph Henri Lemaire (* 9. Januar 1798 in Valenciennes, Département Nord; † 2. August 1880 in Paris) war ein französischer Bildhauer des Neoklassizismus.
Henri Lemaire war an der École des Beaux-Arts in Paris Schüler Pierre Cartelliers. Sein Hauptwerk ist der Giebelschmuck der Madeleinekirche in  Paris, welcher den Heiland, der reuigen Sünderin verzeihend, darstellt, ein gediegenes Werk von großer plastischer Schönheit.
Für das Museum zu Versailles führte er die Statuen Ludwigs XIV. und des Generals Jean-Baptiste Kléber, für einen Platz in Versailles das Denkmal des Generals Lazare Hoche aus, und für die Giebelfelder der Isaakskathedrale in Sankt Petersburg entwarf er zwei Kompositionen. Seine zahlreichen übrigen Porträtbüsten und Statuen gehören zu den bessern Leistungen der französischen Plastik.